# Konopnica (gmina w województwie lubelskim)
Konopnica – gmina wiejska w województwie lubelskim, w powiecie lubelskim. W latach 1975–1998 gmina położona była w województwie lubelskim. Stanowi część aglomeracji lubelskiej zgodnie z koncepcją Pawła Swianiewicza i Urszuli Klimskiej.
Siedziba gminy to Kozubszczyzna.
Gmina Konopnica posiada dobre położenie geograficzne – w sąsiedztwie miasta Lublin oraz przy ważnych ciągach komunikacyjnych o charakterze ponadlokalnym (drogi nr 19 i 17, obwodnicy Lublina w ciągu drogi S19).
Według danych z 31 marca 2013 gminę zamieszkiwało 12 650 osób. Natomiast według danych z 31 grudnia 2017 roku gminę zamieszkiwały 13 674 osoby.
Gmina Konopnica funkcjonuje od 1867 roku.
Na terenie gminy funkcjonuje lotnisko Lublin-Radawiec.

## Struktura powierzchni
Według danych z roku 2002 gmina Konopnica ma obszar 92,75 km², w tym:
- użytki rolne: 90%
- użytki leśne: 5%

Gmina stanowi 5,52% powierzchni powiatu.
Plan przestrzennego zagospodarowania gminy przewiduje, że jej wschodnia, najbliższa Lublina część przeznaczona zostanie pod budownictwo jednorodzinne, usługi i rzemiosło, część zachodnia natomiast pod budownictwo przemysłowe.

## Miejscowości
| Tab. 1. Miejscowości podstawowe oraz ich integralne części w administracji gminy Konopnica, z wyrażeniem ich położenia geograficznego. | Tab. 1. Miejscowości podstawowe oraz ich integralne części w administracji gminy Konopnica, z wyrażeniem ich położenia geograficznego. | Tab. 1. Miejscowości podstawowe oraz ich integralne części w administracji gminy Konopnica, z wyrażeniem ich położenia geograficznego. | Tab. 1. Miejscowości podstawowe oraz ich integralne części w administracji gminy Konopnica, z wyrażeniem ich położenia geograficznego. | Tab. 1. Miejscowości podstawowe oraz ich integralne części w administracji gminy Konopnica, z wyrażeniem ich położenia geograficznego. |
| Identyfikator SIMC | Nazwa miejscowości | Rodzaj miejscowości | Miejscowość podstawowa lub statystyczna                                                                                                | Położenie geograficzne |
| --- | --- | --- | --- | --- |
| 0383426 | Konopnica | wieś | | 51°13′40″N 22°27′36″E/51,227778 22,460000                                                                                              |
| 1021040 | Kopanina | część wsi | Pawlin | 51°11′59″N 22°21′17″E/51,199722 22,354722                                                                                              |
| 0383432 | Kozubszczyzna | kolonia | Kozubszczyzna | 51°13′27″N 22°25′30″E/51,224167 22,425000                                                                                              |
| 0383449 | Lipniak | kolonia | Lipniak | 51°14′37″N 22°28′17″E/51,243611 22,471389                                                                                              |
| 0383455 | Marynin | kolonia | Marynin | 51°12′53″N 22°25′36″E/51,214722 22,426667                                                                                              |
| 1021056 | Motycz | część kolonii | Kozubszczyzna | 51°13′17″N 22°25′45″E/51,221389 22,429167                                                                                              |
| 0383461 | Motycz | wieś | | 51°14′34″N 22°23′40″E/51,242778 22,394444                                                                                              |
| 0383484 | Motycz Leśny | wieś | | 51°14′41″N 22°20′55″E/51,244722 22,348611                                                                                              |
| 0383478 | Motycz-Józefin | kolonia | Motycz-Józefin | 51°15′47″N 22°23′20″E/51,263056 22,388889                                                                                              |
| 0383490 | Pawlin | wieś | | 51°11′54″N 22°22′05″E/51,198333 22,368056                                                                                              |
| 1065148 | Pietrzakowizna | część wsi | Konopnica | 51°14′18″N 22°27′01″E/51,238333 22,450278                                                                                              |
| 0383573 | Radawczyk | kolonia | Tereszyn | 51°12′16″N 22°25′48″E/51,204444 22,430000                                                                                              |
| 0383509 | Radawczyk Drugi | kolonia | Radawczyk Drugi | 51°11′01″N 22°24′40″E/51,183611 22,411111                                                                                              |
| 0383515 | Radawiec Duży | wieś | | 51°12′25″N 22°23′10″E/51,206944 22,386111                                                                                              |
| 0383521 | Radawiec Mały | wieś | | 51°11′12″N 22°23′38″E/51,186667 22,393889                                                                                              |
| 0383538 | Sporniak | wieś | | 51°13′58″N 22°21′12″E/51,232778 22,353333                                                                                              |
| 0383544 | Stasin | wieś | | 51°12′47″N 22°29′01″E/51,213056 22,483611                                                                                              |
| 0383550 | Szerokie | wieś | | 51°15′04″N 22°28′30″E/51,251111 22,475000                                                                                              |
| 0383567 | Tereszyn | wieś | | 51°11′56″N 22°25′13″E/51,198889 22,420278                                                                                              |
| 0383580 | Uniszowice | wieś | | 51°15′08″N 22°26′31″E/51,252222 22,441944                                                                                              |
| 1021062 | Wieniawka | część kolonii | Kozubszczyzna | 51°13′23″N 22°25′17″E/51,223056 22,421389                                                                                              |
| 0383596 | Zemborzyce Dolne | wieś | | 51°11′22″N 22°28′13″E/51,189444 22,470278                                                                                              |
| 0383604 | Zemborzyce Podleśne | wieś | | 51°11′11″N 22°30′16″E/51,186389 22,504444                                                                                              |
| 0383610 | Zemborzyce Tereszyńskie | wieś | | 51°11′04″N 22°26′20″E/51,184444 22,438889                                                                                              |
| 0383627 | Zemborzyce Wojciechowskie | wieś | | 51°10′18″N 22°27′59″E/51,171667 22,466389                                                                                              |
| Źródła: Wykaz urzędowych nazw miejscowości i ich części(xls),Zbiory danych państwowego rejestru nazw geograficznych -2025-06-15        | | | | |

## Historia
Za Królestwa Polskiego gmina należała do powiatu lubelskiego w guberni lubelskiej. 
1 stycznia?/13 stycznia 1870 do gminy przyłączono pozbawioną praw miejskich Wieniawę.
W połowie 1870 roku do gminy Konopnica włączono obszar zniesionej gminy Sławin.
Za II RP i po wojnie siedzibą gminy był Lublin.

## Krajobraz
Kolej przebiega granicą dwóch obszarów geograficznych. Tereny położone na północ od linii kolejowej położone są na Płaskowyżu Nałęczowskim, charakteryzującym się bogatą rzeźbą terenu. W tej także części gminy znajduje się najwyższe wzniesienie o wysokości 252 m n.p.m. oraz sieć malowniczych wąwozów lessowych. Po przeciwnej stronie linii kolejowej rozciąga się Równina Bełżycka z horyzontalnym krajobrazem rozległych pól i łąk.

## Przyroda

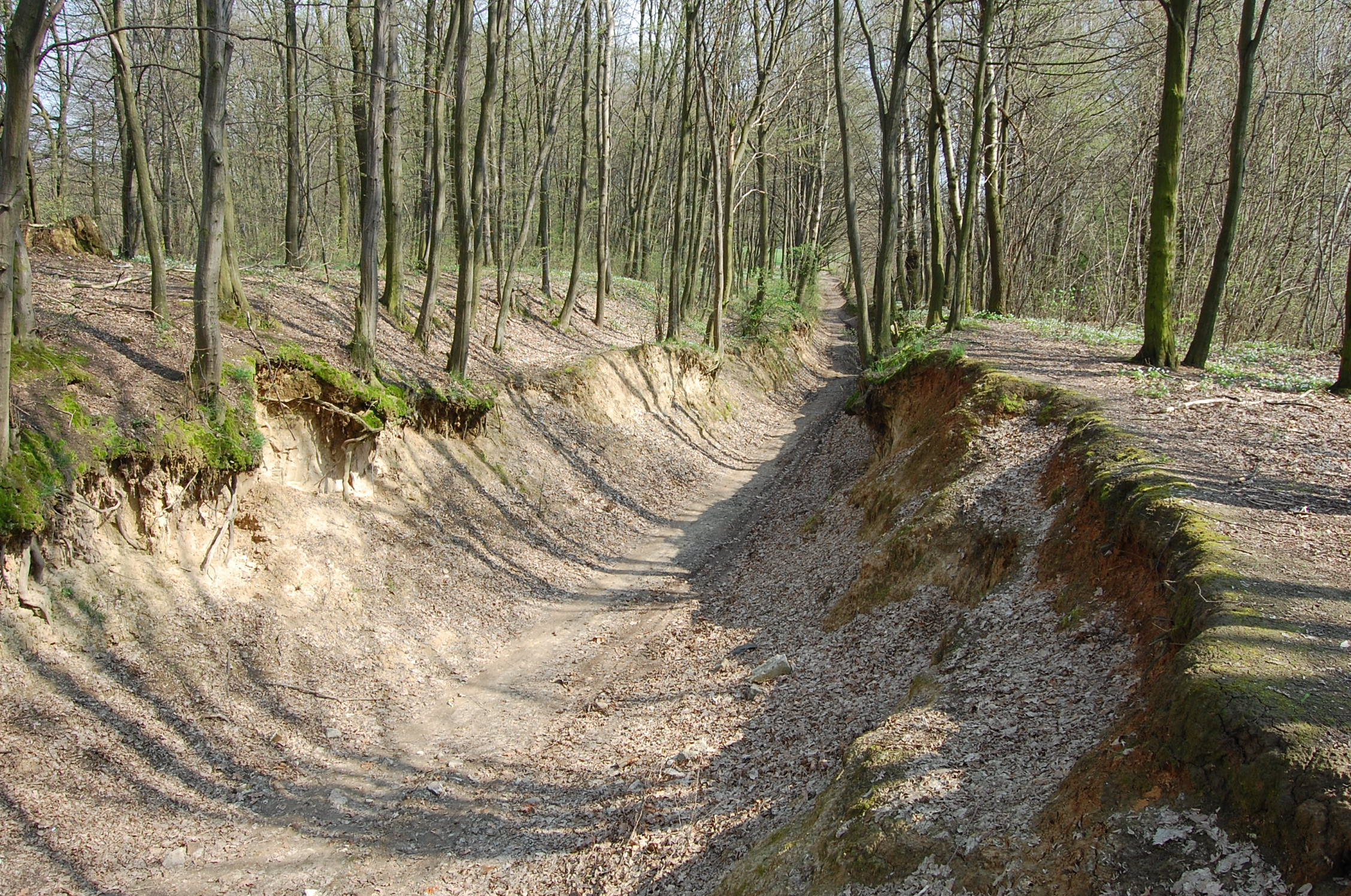
Wąwóz lessowy w Kozubszczyznie

Obszar gminy posiada bogate walory przyrodniczo-krajobrazowe. Poprzecinany jest dolinami rzecznymi: Czechówki i jej dopływów spod Motycza i Konopnicy, źródłowe odcinki Ciemięgi, ciek bez nazwy w Radawcu Dużym. Dolina cieku spod Radawczyka to podmokłe obniżenie terenu z niewielkimi oczkami wodnymi i okresowym ciekiem. Stwierdzono tutaj dwa niezwykle cenne gatunki roślin. To pełnik europejski, zwany też różą górską, i ciemiężyca zielona – gatunek uznany za zagrożony na Lubelszczyźnie. Tutaj rośnie niemal łanowo. Osobniki są wyższe od dorosłego człowieka. Ponadto stwierdzono tu również kozłka lekarskiego i krwiściąg lekarski. Wśród zwierząt wymienić trzeba derkacza – gatunek zagrożony w skali świata, a także zimorodka – gatunek chroniony w ramach Konwencji Berneńskiej i dyrektywy habitatowej Unii Europejskiej.
Występuje też kilka kompleksów leśnych oraz stawów rybnych, które stanowią bazę do rozwoju turystyki codziennej i weekendowej dla mieszkańców Lublina. W Kozubszczyźnie znajduje się źródełko w głębi sadu p. Jana Milczka, nazwane Źródłem Św. Wojciecha. Znane jest ono ze swych właściwości leczniczych.

### Lasy

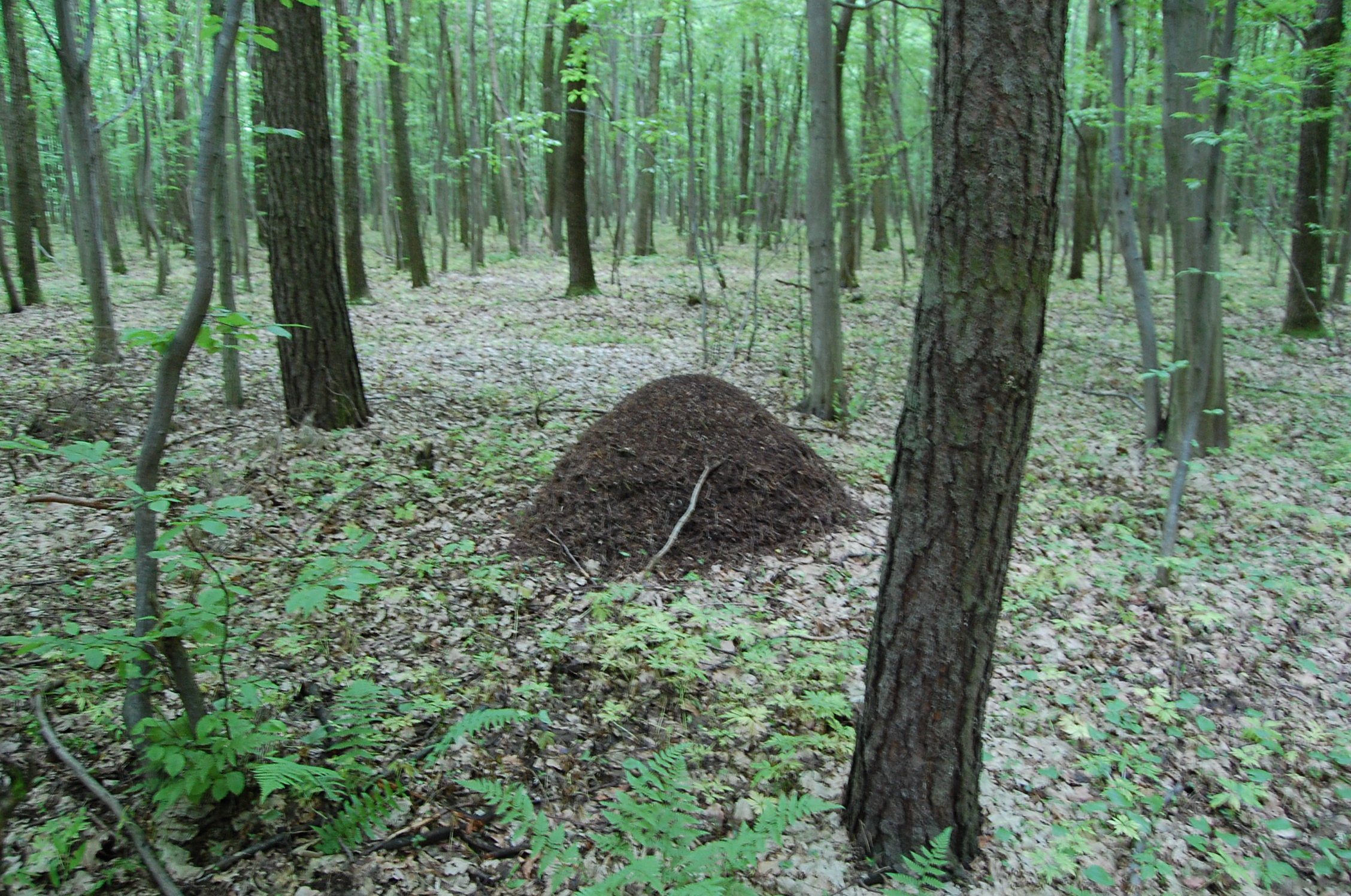
Jeden z wielu kopców zbudowanych przez mrówki w lesie w Radawcu Dużym

Na terenie gminy istnieją dwa duże kompleksy leśne w Radawcu Dużym i Tereszynie oraz kilka mniejszych zagajników o łącznej powierzchni około 500 ha. Są to lasy mieszane z dominacją sosny i dębu. W rezerwacie „Stasin” rośnie unikalna brzoza czarna, w Motyczu brzoza niska, zaś w lesie konopnickim dominuje leśny gatunek topoli osiki. Stanowią one naturalny pierścień „zielonych płuc” dla Lublina i okolic.

#### Las Konopnicki
Prawie stuhektarowy las jest stosunkowo młody – kilkudziesięcioletni. W drzewostanie dominują miękkie gatunki liściaste, głównie osika i brzoza brodawkowata. W domieszce rośnie dąb, olsza czarna i lipa drobnolistna. Jednak runo tego kompleksu jest grądowe i bardzo bogate w gatunki rzadkie i chronione. Stwierdzono tam występowanie: podkolana białego, parzydła leśnego, konwalii majowej, kokoryczki zwisłej, kopytnika pospolitego i marzanki wonnej. Na uwagę zasługuje również lilia złotogłów (lokalnie bardzo licznie porastająca polany) i dąbrówka rozłogowa. Również okolice są bardzo ciekawe florystycznie. Do lasu przylegają pola uprawne, na których licznie występuje kąkol polny, gatunek już dziś bardzo rzadki.

## Kalendarium

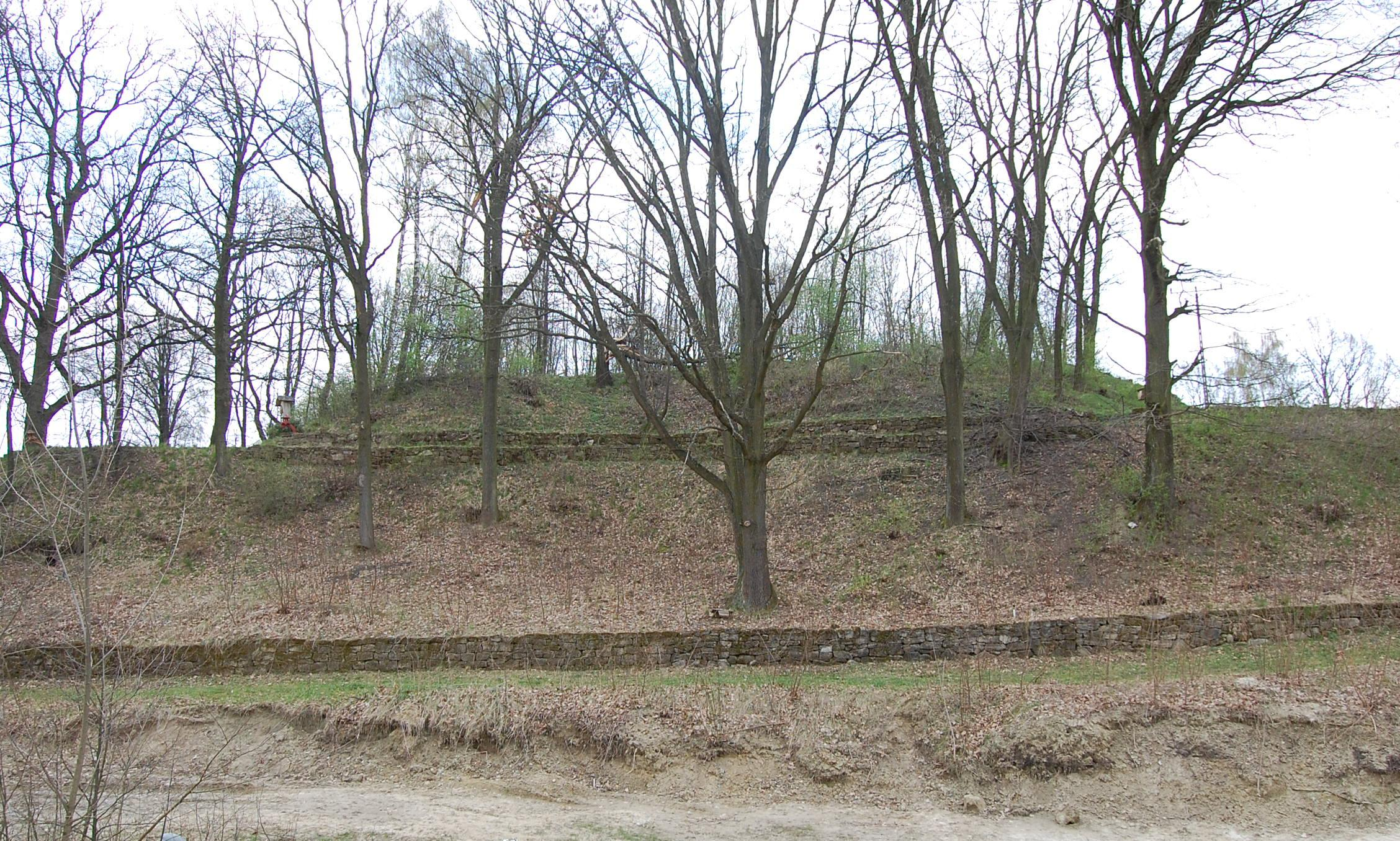
Grodzisko w Motyczu

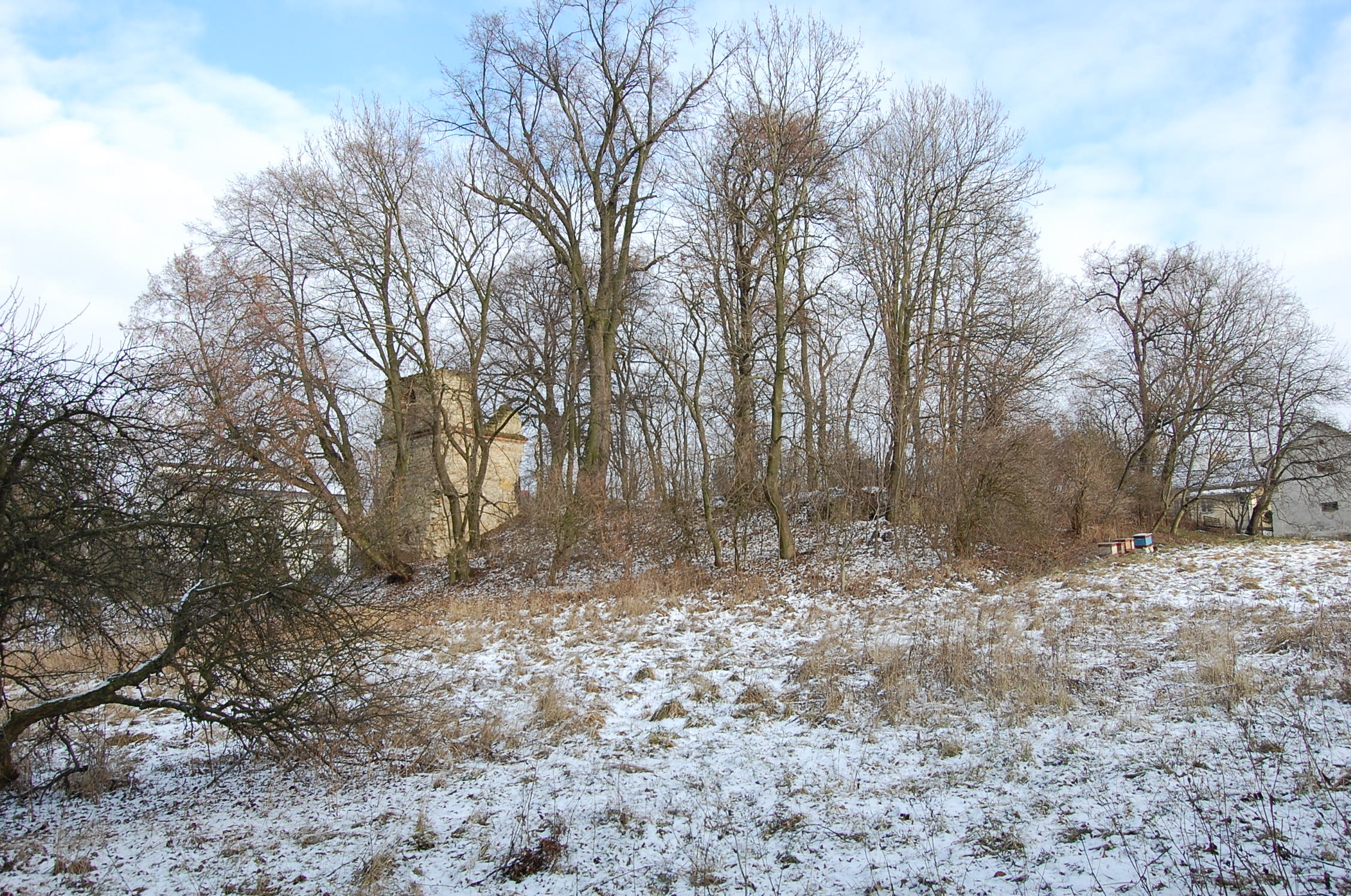
Dzwonnica w Konopnicy i miejsce po dawnym kościele

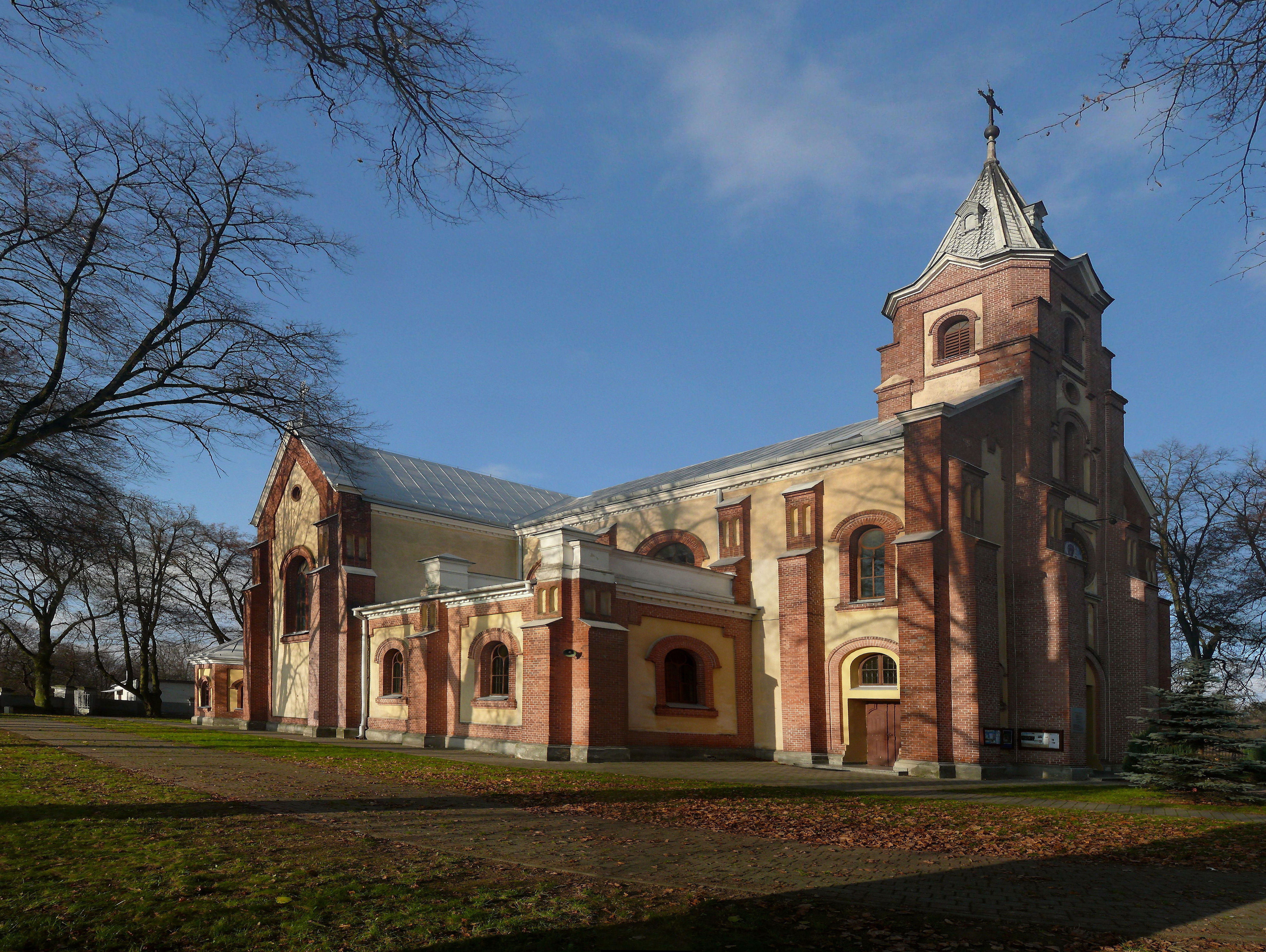
Kościół w Konopnicy z 1905 r.

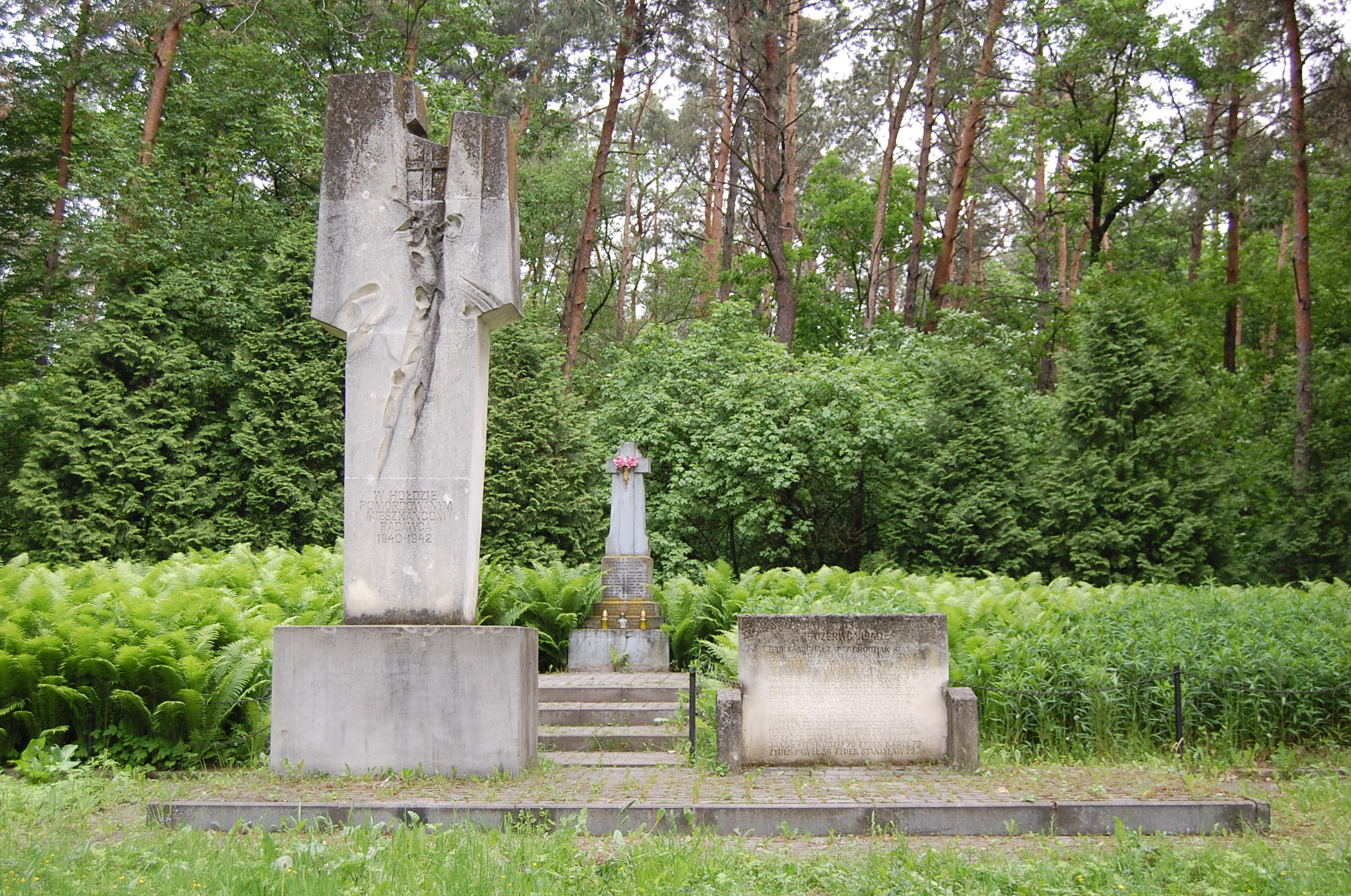
Pomnik ku czci mieszkańców Radawca pomordowanych przez Niemców w 1940 r.

- VIII wiek – powstaje grodzisko w Motyczu
- 1317 – pierwsza wzmianka o Motyczu
- 1330 – Władysław Łokietek przeniósł Motycz na prawa średzkie
- 1342, 25 stycznia – Kazimierz Wielki przekazuje Konopnicę wójtostwu lubelskiemu
- 1398 – pierwsza wzmianka o Radawcu Dużym
- 1400 – Konopnica została nabyta przez miasto Lublin
- 1428 – w Konopnicy istnieje już drewniany kościół św. Katarzyny.
- 1453 – Kazimierz IV Jagiellończyk sprzedał Konopnicę szpitalowi lubelskiemu; pierwsza wzmianka o szkole parafialnej
- 1531 – materiały źródłowe informują o istnieniu młyna w Radawcu
- 1535 – król Zygmunt Stary potwierdził przywilej Władysława Jagiełły z roku 1400, na mocy którego Konopnica została inkorporowana i przeniesiona na prawo magdeburskie (wraz z Bronowicami).
- 1678 – właścicielem Motycza był Łukasz Kochanowski
- 1781 – budowa murowanej dzwonnicy w Konopnicy
- 1867 – funkcjonuje Gmina Konopnica
- 13 stycznia 1870 – sąsiadująca z Lublinem Wieniawa traci prawa miejskie i staje się osadą wchodzącą w skład gminy Konopnica[14]
- 1879 – październik, majątek Motycz kupuje Szwed baron Rudolf Otton von Buxhoevden.
- 1890 – Janina Swinarska, córka właściciela Konopnicy, Antoniego Swinarskiego, założyła szkółkę w Konopnicy
- 1892 – wybudowano dwór w Motyczu
- 1905 – z inicjatywy ks. Jana Kureczki, ówczesnego proboszcza, wybudowano nowy kościół w Konopnicy
- 1909 – budowa obecnego dworu w Motyczu
- 1915 – lipiec, zatrzymuje się w Motyczu Józef Piłsudski
- 1916 – założono w Radawcu Dużym Gminną Szkołę Elementarną
- 15 października 1916 z gminy Konopnica wyłączono m.in. osadę Wieniawę, włączając ją do Lublinaa[15][16].
- 1922, 12 kwietnia – poświęcenie świątyni w Motyczu
- 1924 – pierwsza szkoła w Zemborzycach Tereszyńskich
- 1939 – wrzesień, formowanie Pułku Piechoty Legionów w Motyczu i w Konopnicy
- 1940, 16 czerwca – w lesie radawieckim Niemcy rozstrzelali 31 osób
- 1941, 16 czerwca – Niemieccy żołnierze rozstrzelali kilka osób w Konopnicy

21 czerwca – przyjechała do Konopnicy zmotoryzowana kolumna niemiecka oddziałów SS, a następnie zakwaterowała się na plebanii, w ogrodzie probostwa obraz na cmentarzu kościelnym i w kościele
- 1942, 8 maja – Niemieccy żołnierze rozstrzelali kilka osób w Konopnicy

11 listopada – dwa samochody ciężarowe przewiozły z Zamku Lubelskiego 60 więźniów, których rozstrzelano w Lesie Konopnickim
- 1943, 18 maja – od niemieckich kul ginie kilka osób
- 1949 – powstała Gminna Biblioteka Publiczna
- 1951, 10 czerwca – Oddział Zrzeszenia „Wolność i Niezawisłość” pod dowództwem Edwarda Bukowskiego i Edwarda Kalickiego, na skutek zdrady, został osaczony na Lipniaku przez oddział milicji UM i KGB. Prawie wszyscy zginęli – próbę samobójczą strzału w głowę przeżył Edward Bukowski, został rozstrzelany jako ostatni więzień na Zamku Lubelskim 12 stycznia 1954
- 1955 – założenie w Motyczu Filii Gminnej Biblioteki Publicznej
- 1959 – wzniesienie obelisku ku czci bohaterom ruchu oporu AL, BCh i AK, poległym w walce oraz więźniom Zamku Lubelskiego.
- 1970 – pożar zniszczył rzeźby i obrazy w konopnickim kościele
- 1980 – wykopaliska na grodzisku w Motyczu, prowadzone przez archeologów z UMCS
- 1988 – powstaje Ludowy Klub Sportowy „Sokół” Konopnica
- 1992 – pożar Szkoły w Stasinie
- 1994, 11 lipca – spłonął zabytkowy kościół w Motyczu
- 1996, 4 sierpnia – uroczystość poświęcenia nowego kościoła w Motyczu
- 1999 – powstanie Dziecięcej Orkiestry Dętej w Motyczu
- 2003, 6 września – w Motyczu Leśnym odbył się piknik rycerski zorganizowany przez Kompanię Świętego Jerzego
- 2017 - Motycz obchodzi 700-lecie

## Demografia

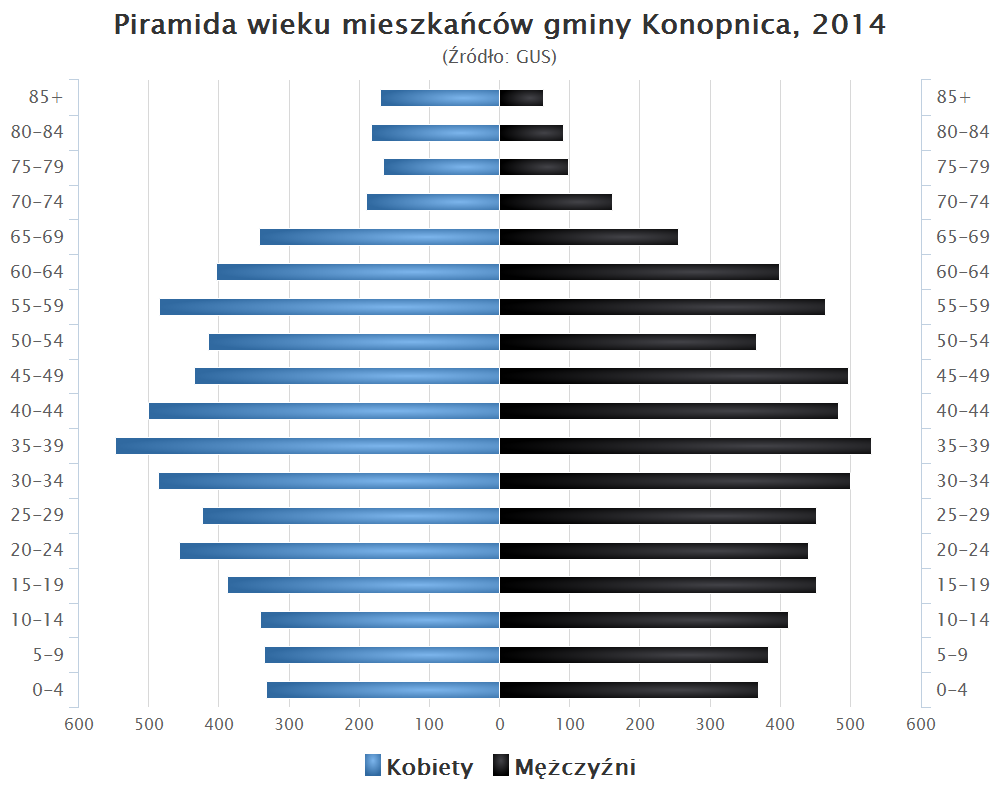
Piramida wieku mieszkańców gminy Konopnica w 2014 roku

Dane z 31 marca 2013:
| Opis                              | Ogółem | Ogółem | Kobiety | Kobiety | Mężczyźni | Mężczyźni |
| --------------------------------- | ------ | ------ | ------- | ------- | --------- | --------- |
| Jednostka                         | osób   | %      | osób    | %       | osób      | %         |
| Populacja                         | 12 650 | 100    | 6420    | 50,6    | 6230      | 49,4      |
| Gęstość zaludnienia [mieszk./km²] | 136,4  | 136,4  | 69,2    | 69,2    | 67,2      | 67,2      |

| Liczba ludności | Liczba ludności | Liczba ludności | Liczba ludności | Liczba ludności |
| --------------- | --------------- | --------------- | --------------- | --------------- |
|                 |                 |                 |                 |                 |
| 2013.03         |                 | 12650           |                 |                 |
| 2012            |                 | 12589           |                 |                 |
| 2011            |                 | 12369           |                 |                 |
| 2010            |                 | 11870           |                 |                 |
| 2009            |                 | 11615           |                 |                 |
| 2008            |                 | 11546           |                 |                 |
| 2007            |                 | 11432           |                 |                 |
| 2006            |                 | 11172           |                 |                 |
| 2005            |                 | 10846           |                 |                 |
| 2004            |                 | 10712           |                 |                 |
| 2003            |                 | 10497           |                 |                 |
| 2002            |                 | 10231           |                 |                 |
|                 |                 |                 |                 |                 |

## Transport
Przez Gminę przebiega atrakcyjny szlak rowerowy „Lublin-Kazimierz Dolny”. Podczas Dni Konopnicy, 21 czerwca 2009 otwarto ścieżkę rowerową po gminie Konopnica. Trasa ma około 30 kilometrów długości a umożliwia przejazd z ul. Raszyńskiej w Lublinie do ul. Cienistej nad Zalewem Zemborzyckim.

### Lotnisko Radawiec

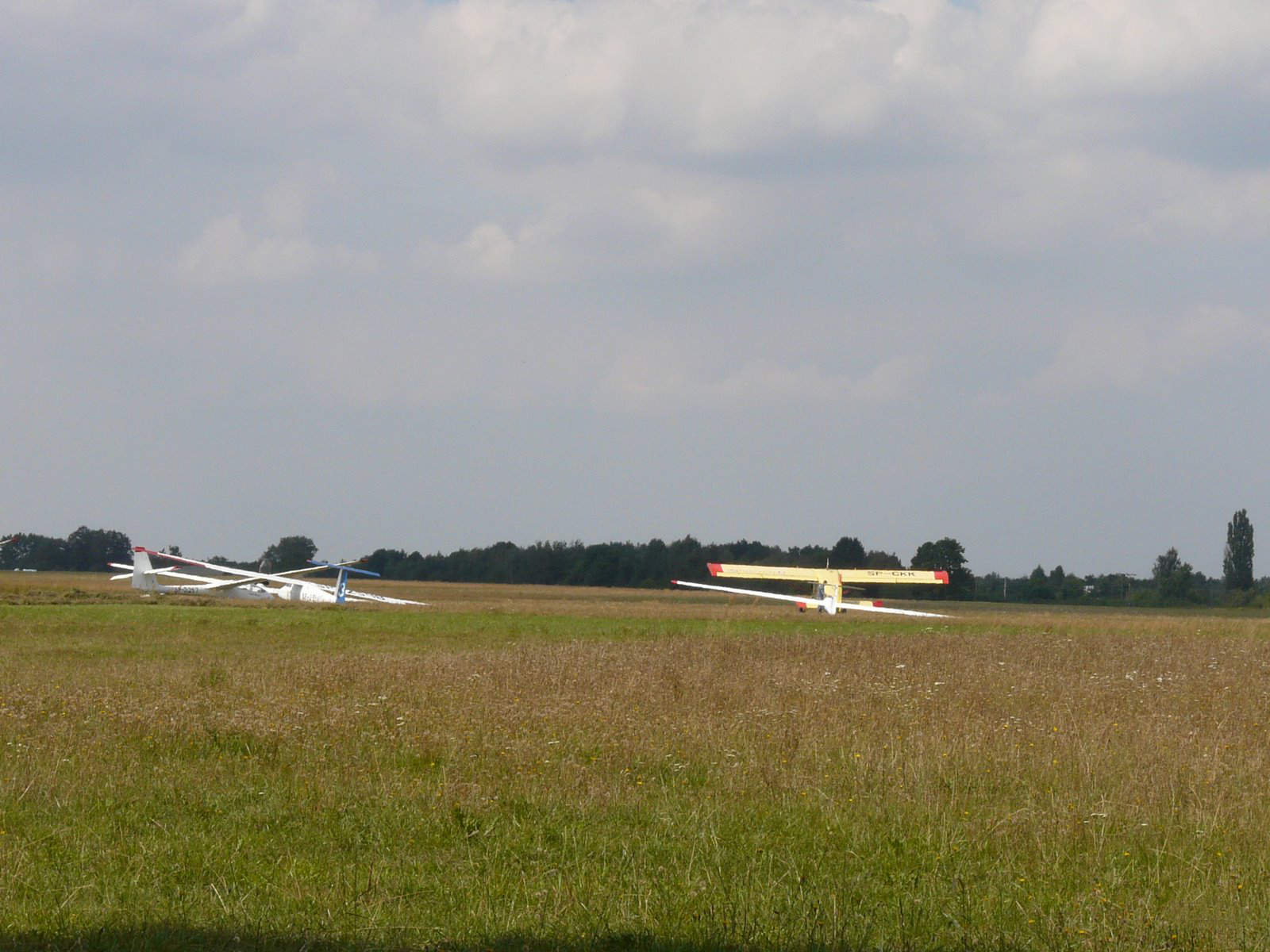

Lotnisko w Radawcu położone jest ok. 12 km na południowy zachód od centrum Lublina. Powierzchnia trawiasta zajmuje obszar 116 ha. Mogą z niego korzystać samoloty o masie do 5 700 kg. Główny pas startowy ma długość 820 m, a szerokość 400 m. Na lotnisku znajduje się budynek portu, hotelik, zbiorniki paliwa. Lotnisko użytkowane jest przez Aeroklub Lubelski i lotnisko sanitarne.
Stacjonujący na lotnisku Zespół Lotnictwa Sanitarnego zapewnia służbie zdrowia regionu szybki transport. Dysponuje samolotem Jak-12 i śmigłowcami Sokół i Mi-2.

## Gospodarka
| Grunty orne      | 7166 |
| Sady             | 338  |
| Łąki i pastwiska | 443  |
| Lasy             | 461  |
| Pozostałe        | 867  |
| Σ                | 9275 |

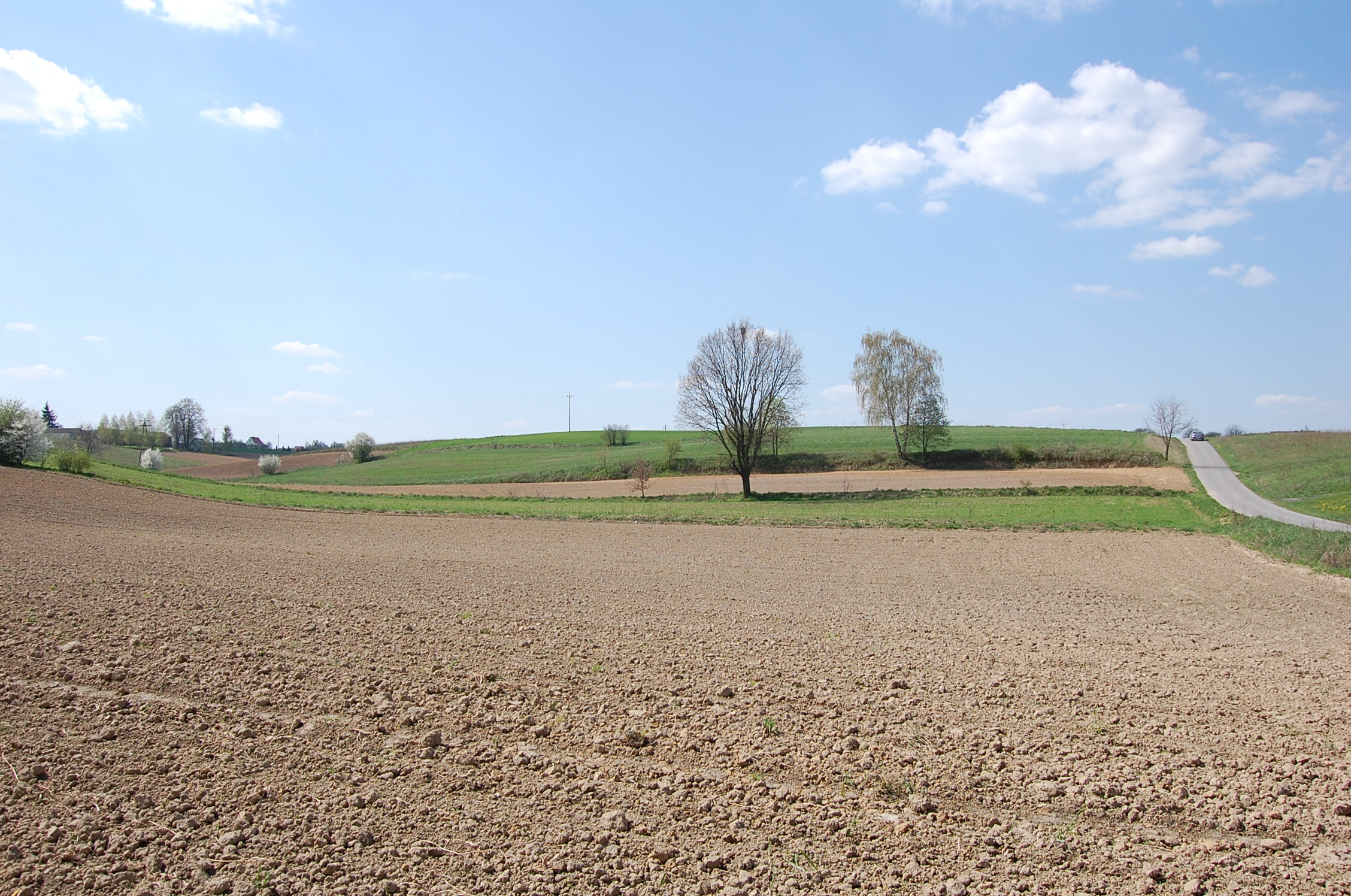
Pola orne w Uniszowicach

Głównym środkiem utrzymania dla ponad połowy mieszkańców gminy jest rolnictwo. Ogółem powierzchnia użytków rolnych zajmuje 7947 hektarów, tj. 85,7% obszaru gminy. Dodatkową gałęzią gospodarki jest także przetwórstwo rolno-spożywcze. Gmina posiada bardzo dobre gleby, sprzyjające rozwojowi rolnictwa: około 90% gleb mieści się w II i III klasie bonitacyjnej.
W produkcji roślinnej dominuje uprawa zbóż, ziemniaków i buraków cukrowych. Na terenie gminy rozwija się sadownictwo, głównie w miejscowościach, tj. Motycz i Motycz-Józefin. Uprawia się również warzywa, zwłaszcza brokuły i fasolkę szparagową. W hodowli zwierząt zdecydowanie przeważa chów trzody chlewnej i bydła.
Na terenie gminy funkcjonuje Spółdzielnia Usług Rolniczych.
Zakłady usługowe i rzemieślnicze świadczą usługi w zakresie produkcji rolniczej i potrzeb bytowych mieszkańców gminy. Funkcjonują dwie apteki w Motyczu i trzy stacje benzynowe (Motycz i Konopnica).

### Hotele, restauracje i obiekty noclegowe
- Restauracja Stacja Motycz w Kozubszczyźnie
- Restauracja Valentino "Chleb i Wino " w Konopnicy
- Hotel Jedlina w Motyczu
- Hotel Korona w Zemborzycach Tereszyńskich
- Zajazd Gościnny w Konopnicy
- Motel Zaborek
- Zajazd Kmicic w Zemborzycach
- Na terenie gminy działa 5 gospodarstw agroturystycznych o dysponujące łącznie 34 miejscami noclegowymi.

## Zabytki i ważne obiekty

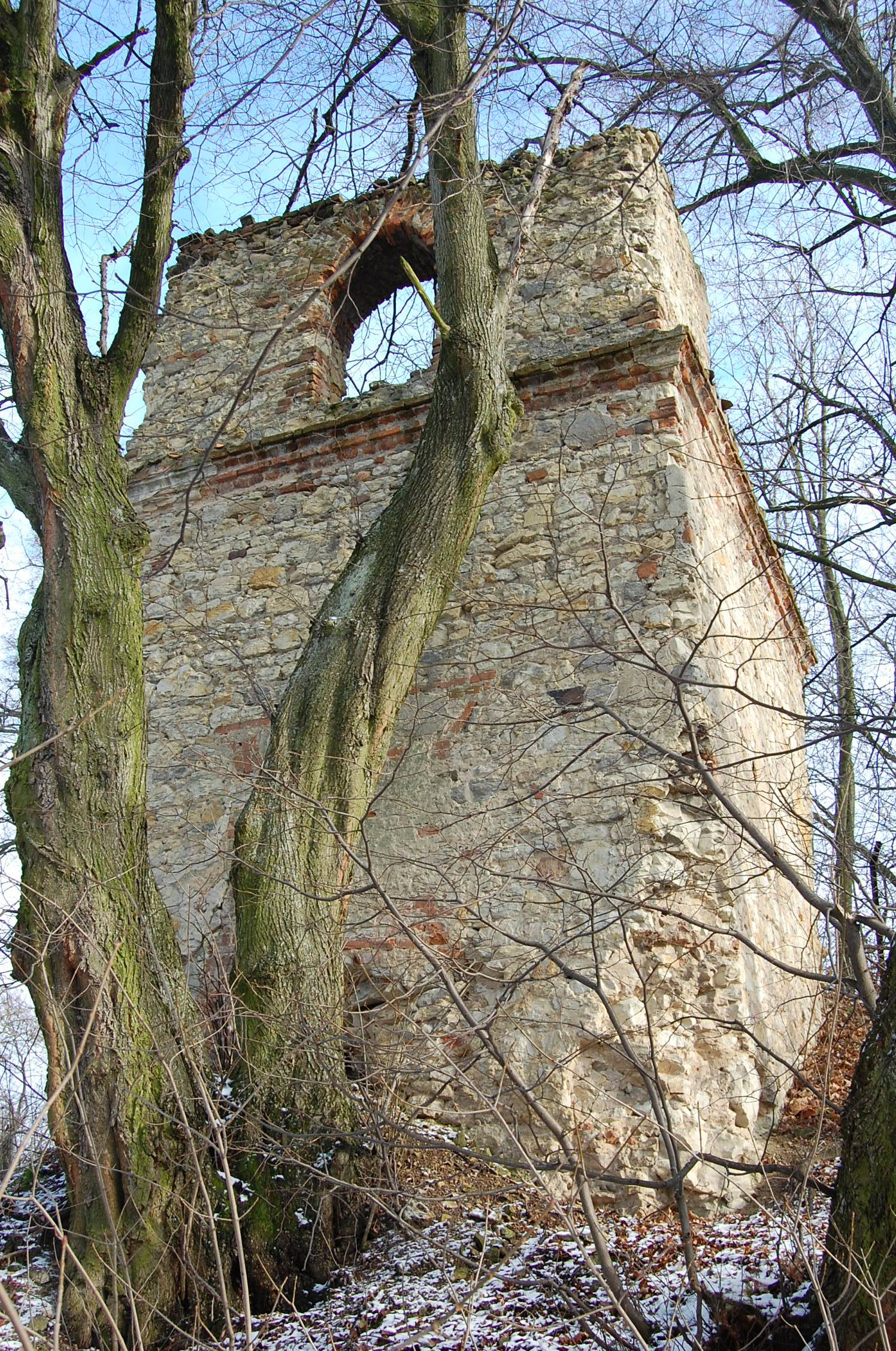
Zabytkowa dzwonnica w Konopnicy

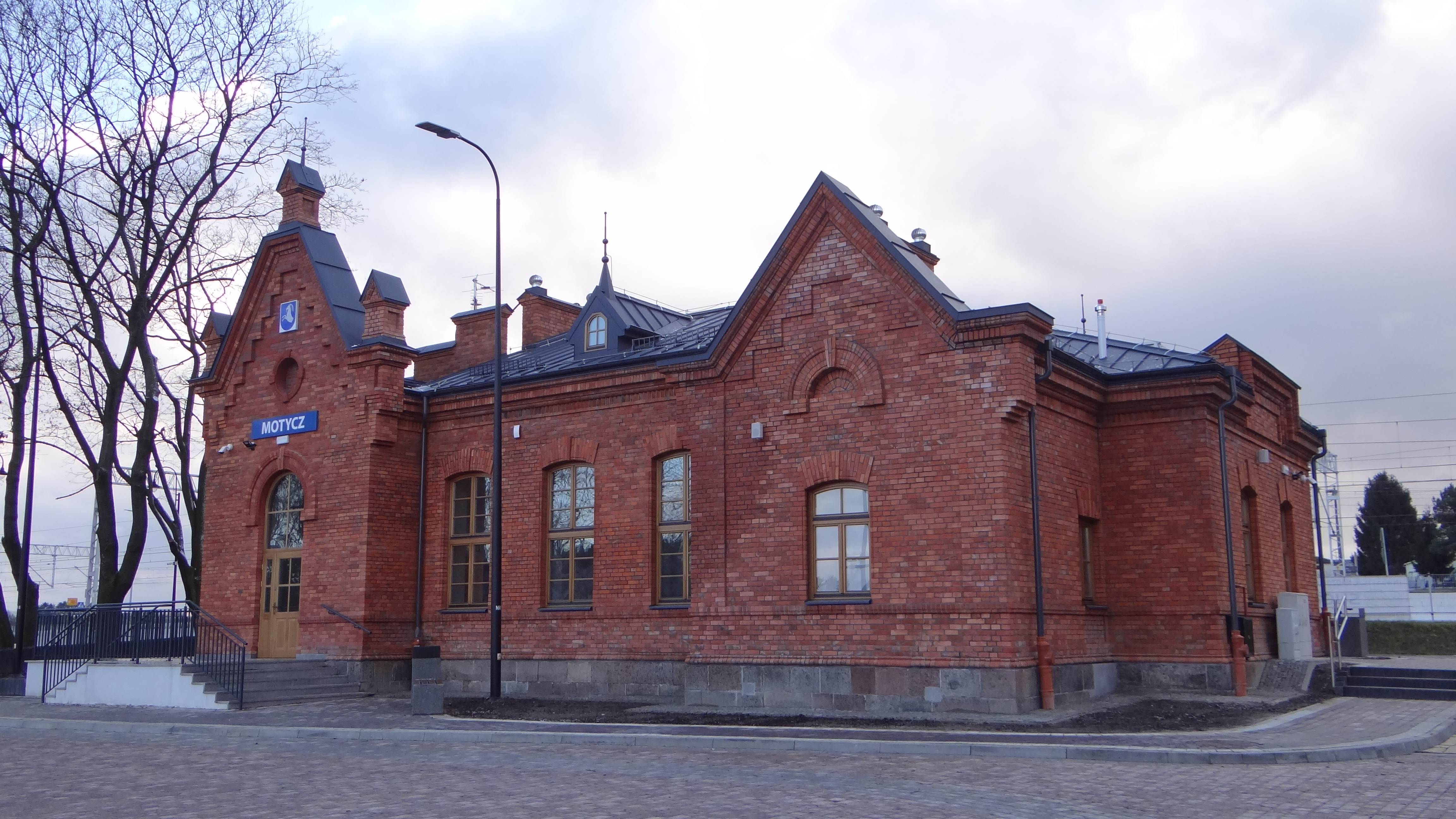
Stacja kolejowa Motycz

Do rejestru zabytków wpisane są następujące obiekty znajdujące się na terenie gminy (stan na dzień 20 grudnia 2010 roku):
| adres     | nazwa                             | numer rejestru | data decyzji           | długość i szerokość geograficzna              |
| --------- | --------------------------------- | -------------- | ---------------------- | --------------------------------------------- |
| Konopnica | cmentarz par.                     | A/942          | 15.05.1987             | 51°13′09,7″N 22°27′53,5″E/51,219361 22,464861 |
| Motycz    | zespół dworski XIX/XX, dwór, park | A/958          | 12.05.1988 i 6.11.1995 | 51°14′23″N 22°22′47″E/51,239722 22,379722     |

Pozostałe zabytki na terenie gminy to
- grodzisko w Motyczu z VI–IX wieku
- neogotycki kościół pw. NMP w Konopnicy z 1906 r. przy drodze krajowej nr 19
- park pałacowy w Radawcu Dużym, pozbawiony już dworu, zachowane są dwa budynki gospodarcze w wyodrębnionym zespole folwarcznym
- ruiny XVIII-wiecznej dzwonnicy w Konopnicy, skryta za plebanią
- zespół budynków stacji kolejowej w Motyczu
- krzyż z pasyjką w Sporniaku
- drewniana rzeźba Matki Boskiej w Kozubszczyźnie
- zespół dworsko-pałacowy w Uniszowicach

Łącznie blisko sto obiektów, znajdujących się na terenie gminy, posiada status zabytku. Są to prywatne domy i zagrody, budynki sakralne, urzędowe i publiczne, pochodzące głównie z końca XIX i początków XX wieku.

## Religia
Na terenie gminy mają siedzibę cztery parafie rzymskokatolickie:
- Konopnica
- Motycz
- Radawiec Duży
- Zemborzyce

Parafie podlegają pod Dekanat Konopnica, obejmujący jeszcze 3 parafie spoza obszaru Gminy Konopnica.

## Kultura i oświata

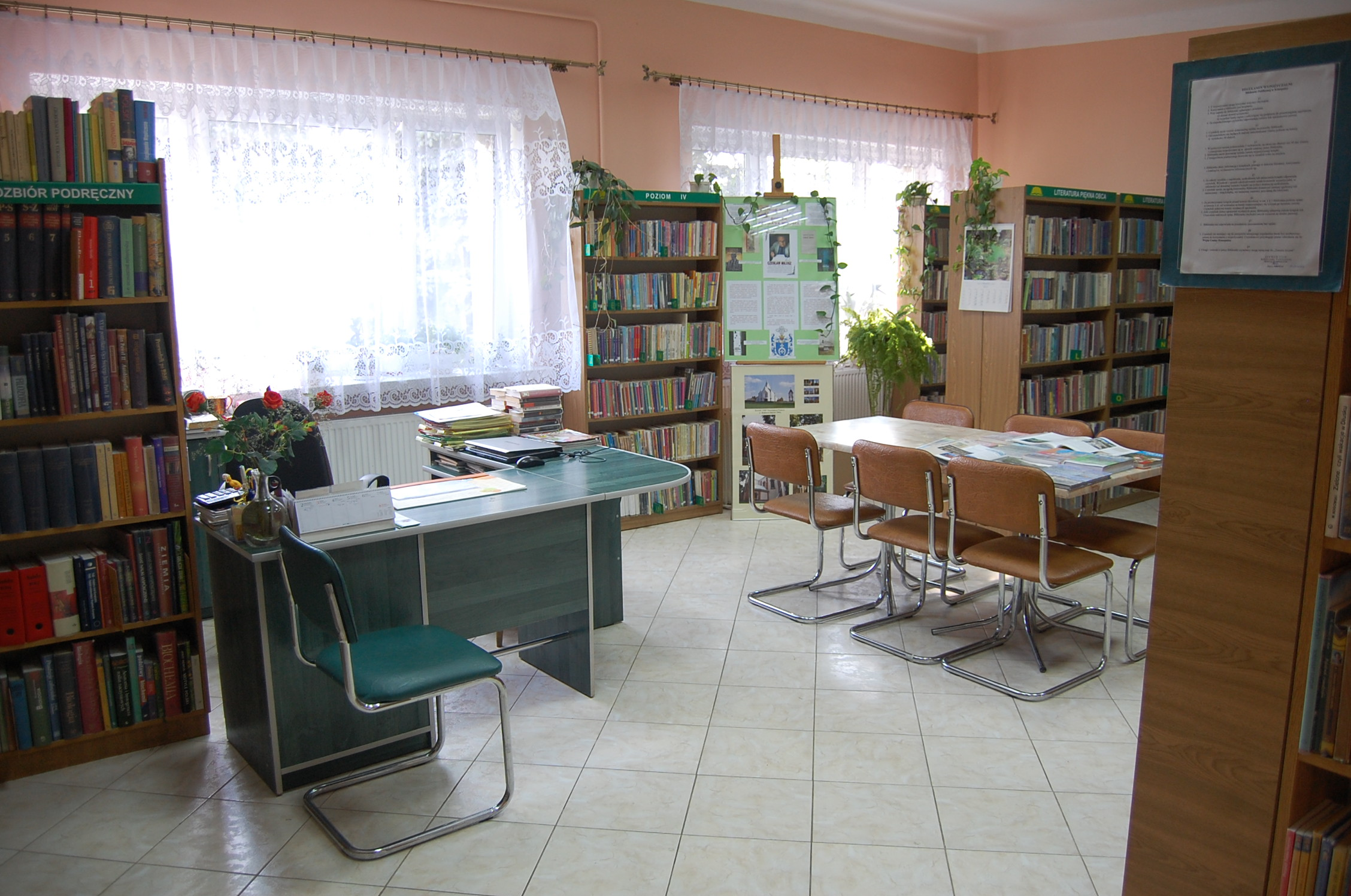
Wnętrze Gminnej Biblioteki Publicznej w Konopnicy

Na terenie gminy działa Gminna Biblioteka Publiczna we wsi Konopnica oraz jej trzy filie biblioteczne w Motyczu, Radawcu Dużym, Zemborzycach Tereszyńskich.
Od 11 października 2009 funkcjonuje Ośrodek Działań Twórczych w Radawczyku Drugim, dzięki adaptacji remizy strażackiej. W Motyczu przy ośrodku Aqua Residence znajduje się kryta pływalnia. W Uniszowicach funkcjonuje Ośrodek jazdy konnej.
W gminie Konopnica znajduje się 5 szkół podstawowych oraz jedno gimnazjum. Łącznie uczęszcza do nich 896 uczniów i zatrudnionych jest 95 nauczycieli. Wraz z zakończeniem budowy sali gimnastycznej w Motyczu w roku 2009, wszystkie szkoły w gminie posiadają bardzo dobre zaplecze sportowe. W roku 2008 w budynku byłego Domu Kultury w Motyczu otwarto, jedno z pierwszych w powiecie lubelskim, Centrum kształcenia na odległość. Lokal został wyposażony w stały dostęp do Internetu, czytelnię oraz wykwalifikowaną kadrę szkoleniową. Centrum stworzone jest z myślą o osobach pragnących podnieść swoje kwalifikacje zawodowe, zdobyć nowe umiejętności, zwiększyć swoje szanse na rynku pracy. 5 czerwca 2011 otwarto wstępną wersję salki pamięci, poświęconej lokalnej historii i tradycji. W listopadzie 2011 r. w Motyczu powstała Grupa Twórcza Motycz, którą tworzą miłośnicy fotografii.

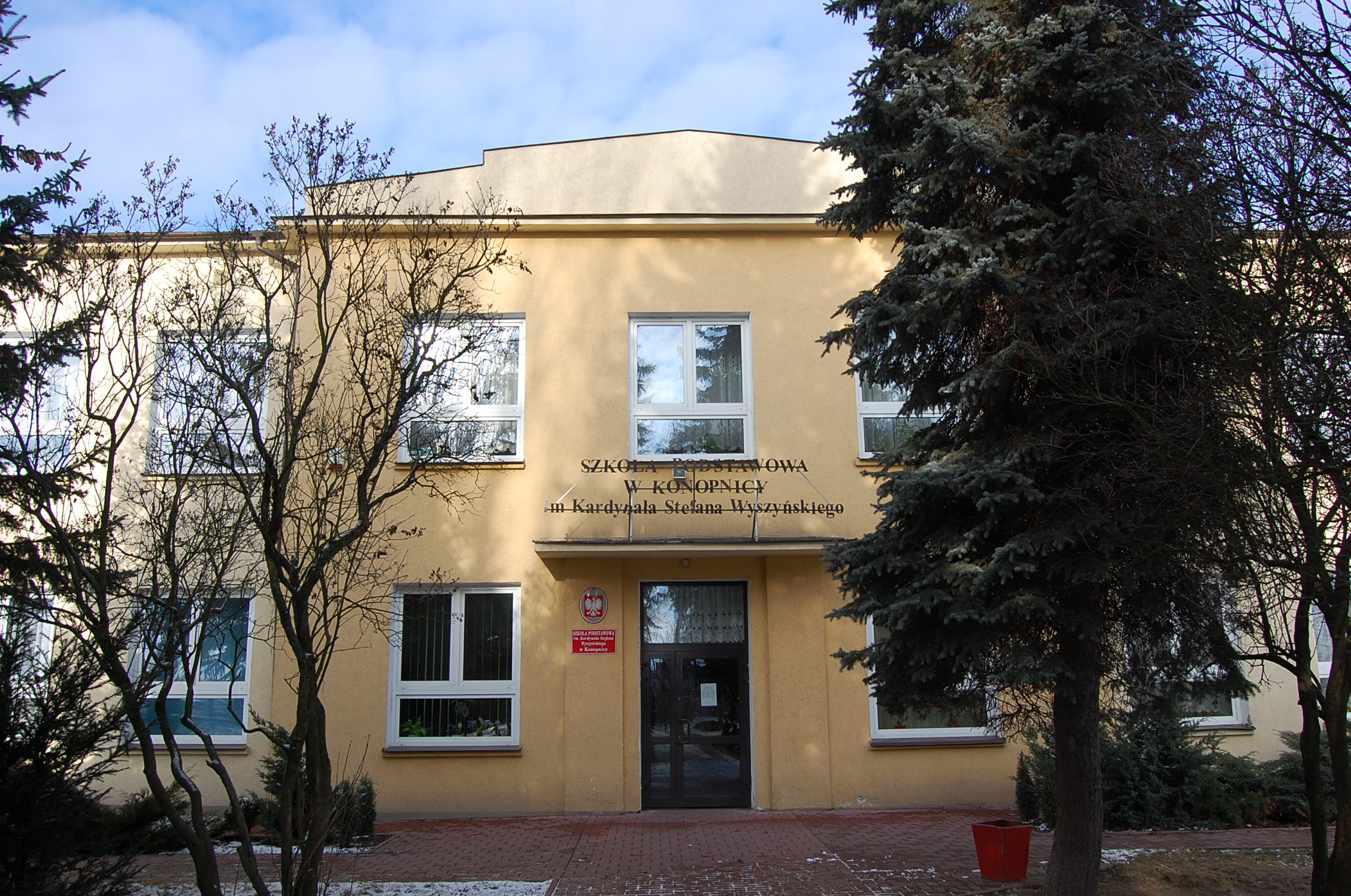
Budynek Szkoły Podstawowej w Konopnicy

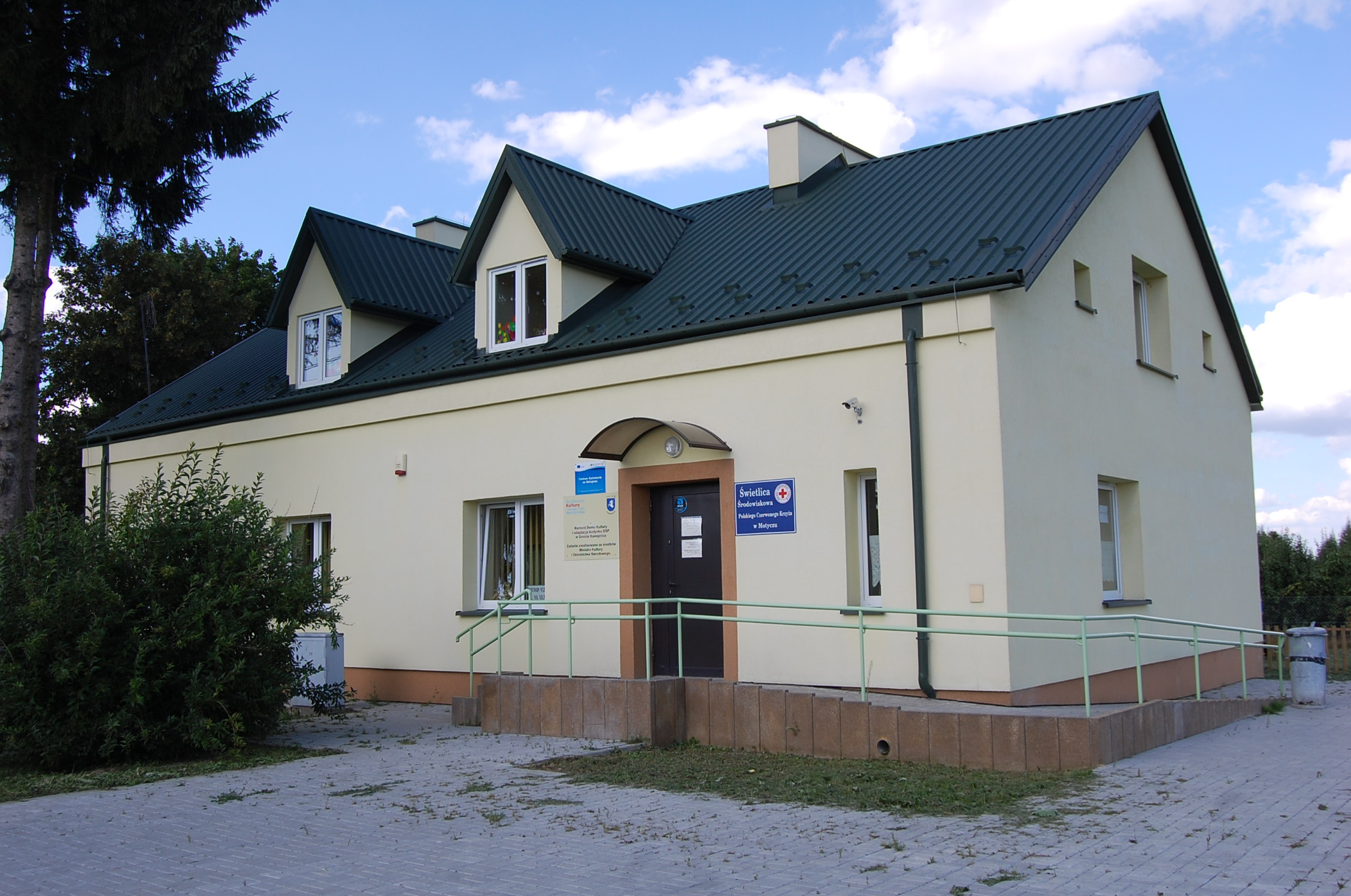
Budynek dawnego Domu Kultury w Motyczu, obecnie Centrum Kształcenia na Odległość. Wewnątrz znajduje się także Pokój Pamięci

Od 1999 r. przy Szkole Podstawowej w Motyczu działają dwa zespoły:
- Orkiestra Dęta
- Zespół Taneczno-Wokalny „Motycz”, który kultywuje tradycje tańca i pieśni ludowej swojego regionu.

Dzięki wsparciu ze strony gminy zespół dysponuje kompleksem strojów ludowych a orkiestra zestawem instrumentów. Zespół i orkiestra uświetniają swoimi występami uroczystości szkolne, gminne i kościelne.

### Przedszkole
- Przedszkole "Bajkowy Zamek" w Konopnicy
- Przedszkole Dwujęzyczne "Mały Europejczyk" w Szerokim
- Niepubliczne Przedszkole „Honoratka” w Radawcu Dużym
- Przedszkole Prywatne "Miś" w Kozubszczyźnie

### Szkoły Podstawowe
- Szkoła Podstawowa im. Kardynała Stefana Wyszyńskiego w Konopnicy
- Szkoła Podstawowa im. Wincentego Witosa w Motyczu
- Szkoła Podstawowa w Stasinie
- Szkoła Podstawowa im. Ziemi Lubelskiej w Radawcu Dużym
- Szkoła Podstawowa im. Ks. Jana Twardowskiego w Zemborzycach Tereszyńskich

### Gimnazjum
- Gimnazjum Gminne im. Wincentego Pola w Radawczyku Drugim

## Opieka społeczna i zdrowotna
Głównym ośrodkiem zdrowotnym jest Motycz, gdzie znajduje się Samodzielny Publiczny Zakład Opieki Zdrowotnej. SP ZOZ, założony przez Radę Gminy, obejmuje opieką zdrowotną mieszkańców z następujących miejscowości: Motycz, Kozubszczyzna, Radawiec Mały, Radawiec Duży, Radawczyk, Marynin, część Stasina, część Konopnicy, Sporniak oraz niewielką część mieszkańców z Tomaszowic i Lublina, jak również uczniów 7 szkół działających na terenie gminy Konopnica. Opiekę zdrowotną świadczy: 3 lekarzy ze specjalizacją rodziną i ogólną oraz pediatryczną, 1 stomatolog, 3 pielęgniarki środowiskowe, 1 pielęgniarka koordynująca i 1 położna środowiskowa. Na terenie gminy działają także dwa prywatne gabinety lekarskie.
Rodziny i osoby potrzebujące pomocy i żyjące w trudnych warunkach wspierane dzięki środkom z budżetu gminy oraz z dotacji celowych budżetu centralnego z przeznaczeniem na realizację zadań zleconych gminie z zakresu pomocy społecznej.

## Bezpieczeństwo
Za bezpieczeństwo na terenie gminy odpowiada Rewir Policji zlokalizowany w Maryninie. Obecnie czynione są starania o utworzenie Posterunku Policji na terenie gminy Konopnica.
Działa także 11 jednostek Ochotniczej Straży Pożarnej, w tym 7 jednostek typu „S” i 4 jednostki typu „M”, które są zrzeszone w Zarządzie Gminnym Związku OSP. Wszystkie jednostki zrzeszają łącznie 256 członków. Grupa 20 osób tworzy młodzieżowe drużyny pożarnicze przy dwóch jednostkach. Obecnym prezesem gminnego OSP jest Jerzy Sieńko.

## Wybory i władze

### Wybory samorządowe 2006
| Wybory Wójta 2006 (I tura) – 12.11.2006          | Wybory Wójta 2006 (I tura) – 12.11.2006 | Wybory Wójta 2006 (I tura) – 12.11.2006 | Wybory Wójta 2006 (I tura) – 12.11.2006 | Wybory Wójta 2006 (I tura) – 12.11.2006 |
| ------------------------------------------------ | --------------------------------------- | --------------------------------------- | --------------------------------------- | --------------------------------------- |
| Kandydat                                         |                                         | Poparcie                                |                                         |                                         |
| Mirosław Michalak (KWW "Przyjazna Gmina")        |                                         | 35,95%                                  |                                         |                                         |
|                                                  |                                         |                                         |                                         |                                         |
| Mirosław Żydek (PSL)                             |                                         | 33,78%                                  |                                         |                                         |
| ________________________________________________ |                                         | _________________                       |                                         |                                         |
|                                                  |                                         |                                         |                                         |                                         |
| Gołofit Hieronim (KWW "Jedność Gminy")           |                                         | 12,39%                                  |                                         |                                         |
|                                                  |                                         |                                         |                                         |                                         |
| Adam Bogusław (KWW "Niezależni-Konopnica")       |                                         | 8,77%                                   |                                         |                                         |
|                                                  |                                         |                                         |                                         |                                         |
| Anna Kutwa (KWW "Nasz Dom Konopnica")            |                                         | 7,27%                                   |                                         |                                         |
|                                                  |                                         |                                         |                                         |                                         |
| Grzegorz Skiba (Samoobrona)                      |                                         | 1,85%                                   |                                         |                                         |
| Frekwencja: 50,40%                               |                                         |                                         |                                         |                                         |

| Wybory Wójta 2006 (II tura) – 26.11.2006  | Wybory Wójta 2006 (II tura) – 26.11.2006 | Wybory Wójta 2006 (II tura) – 26.11.2006 | Wybory Wójta 2006 (II tura) – 26.11.2006 | Wybory Wójta 2006 (II tura) – 26.11.2006 |
| ----------------------------------------- | ---------------------------------------- | ---------------------------------------- | ---------------------------------------- | ---------------------------------------- |
| Kandydat                                  |                                          | Poparcie                                 |                                          |                                          |
| Mirosław Żydek (PSL)                      |                                          | 52,67%                                   |                                          |                                          |
|                                           |                                          |                                          |                                          |                                          |
| Mirosław Michalak (KWW "Przyjazna Gmina") |                                          | 47,33%                                   |                                          |                                          |
| Frekwencja: 57,88%                        |                                          |                                          |                                          |                                          |

Na podstawie wyroku z dnia 19 marca 2007 r. Sąd Apelacyjny w Lublinie orzekł, iż konieczne jest powtórzenie drugiej tury wyborów w Konopnicy. W związku z nieprawidłowościami przy sporządzaniu spisu wyborców między 12 a 26 listopada 2006r. mieszkańcy Gminy musieli jeszcze raz pójść do urn 3 czerwca 2007 r. po kontrowersyjnej kampanii wyborczej.
| Wybory Wójta 2006/2007 (powtórzenie II tury) – 3.06.2007 | Wybory Wójta 2006/2007 (powtórzenie II tury) – 3.06.2007 | Wybory Wójta 2006/2007 (powtórzenie II tury) – 3.06.2007 | Wybory Wójta 2006/2007 (powtórzenie II tury) – 3.06.2007 | Wybory Wójta 2006/2007 (powtórzenie II tury) – 3.06.2007 |
| -------------------------------------------------------- | -------------------------------------------------------- | -------------------------------------------------------- | -------------------------------------------------------- | -------------------------------------------------------- |
| Kandydat                                                 |                                                          | Poparcie                                                 |                                                          |                                                          |
| Mirosław Żydek (PSL)                                     |                                                          | 54,14%                                                   |                                                          |                                                          |
|                                                          |                                                          |                                                          |                                                          |                                                          |
| Mirosław Michalak (KWW "Przyjazna Gmina")                |                                                          | 45,86%                                                   |                                                          |                                                          |
| Frekwencja: 53,87%                                       |                                                          |                                                          |                                                          |                                                          |

Wójt kadencji 2006–2010
- Mirosław Żydek (PSL)

Radni kadencji 2006–2010
1. Jerzy Jakubas (Kozubszczyzna), PSL
2. Andrzej Misztal (Marynin), KWW "Przyjazna Gmina"
3. Stanisław Łukasiewicz (Konopnica), KWW "Przyjazna Gmina"
4. Jan Krzyszczak (Stasin), KWW "Nowoczesna Gmina"
5. Andrzej Duda (Motycz), PSL
6. Stanisław Majczak (Motycz), PSL
7. Dariusz Sobczak (Motycz-Józefin, Motycz Leśny, Sporniak), PSL
8. Marian Żydek (Radawiec Duży), PSL
9. Grzegorz Szymański (Radawiec Duży), PSL
10. Adam Maciejko (Pawlin, Radawczyk Drugi, Radawiec Mały), KWW "Międzygminne Porozumienie Samorządowe"
11. Anna Wierchoła (Uniszowice), KWW "Niezależni-Konopnica"
12. Artur Markowski (Lipniak, Szerokie), KWW "Przyjazna Gmina"
13. Mirosław Michalak (Tereszyn, Zemborzyce Tereszyńskie), KWW "Przyjazna Gmina"
14. Paweł Wilczek (Zemborzyce Dolne, Zemborzyce Podleśne, Zemborzyce Wojciechowskie), PSL
15. Ryszard Zalewski (Zemborzyce Podleśne), KWW "Przyjazna Gmina"

- PSL – 7 mandatów
- KWW "Przyjazna Gmina" – 5 mandatów
- KWW "Niezależni-Konopnica" – 1 mandat
- KWW "Nowoczesna Gmina" – 1 mandat
- KWW "Międzygminne Porozumienie Samorządowe" – 1 mandatów

### Wybory samorządowe 2010
| Wybory Wójta 21.11.2010 | Wybory Wójta 21.11.2010 | Wybory Wójta 21.11.2010 | Wybory Wójta 21.11.2010 | Wybory Wójta 21.11.2010 |
| ----------------------- | ----------------------- | ----------------------- | ----------------------- | ----------------------- |
| Kandydat                |                         | Poparcie                |                         |                         |
| Mirosław Żydek (PSL)    |                         | 65,49%                  |                         |                         |
|                         |                         |                         |                         |                         |
| Artur Markowski (PIS)   |                         | 20,00%                  |                         |                         |
|                         |                         |                         |                         |                         |
| Piotr Sawicki (PO)      |                         | 14,51%                  |                         |                         |
| Frekwencja: 49,71%      |                         |                         |                         |                         |

Wójt kadencji 2010–2014
- Mirosław Żydek (PSL)

Radni kadencji 2010–2014
1. Jerzy Jakubas (Kozubszczyzna), PSL
2. Grzegorz Wertel (Marynin), KWW "Grzegorza Wertla"
3. Stanisław Łukasiewicz (Konopnica), KWW "Przyjazna Gmina"
4. Anna Gano-Gęca (Stasin), PIS
5. Andrzej Duda (Motycz), PSL
6. Stanisław Majczak (Motycz), PSL
7. Dariusz Sobczak (Motycz-Józefin, Motycz Leśny, Sporniak), PSL
8. Marian Żydek (Radawiec Duży), PSL
9. Tomasz Brodziak (Radawiec Duży), KWW "Porozumienie Gminne"
10. Krzysztof Żydek (Pawlin, Radawczyk Drugi, Radawiec Mały), PSL
11. Roman Rybacki (Uniszowice), KWW "Przyjazna Gmina"
12. Witka Witold (Lipniak, Szerokie), PIS
13. Piotr Gołębiowski (Tereszyn, Zemborzyce Tereszyńskie), PSL
14. Paweł Wilczek (Zemborzyce Dolne, Zemborzyce Podleśne, Zemborzyce Wojciechowskie), PSL
15. Ryszard Zalewski (Zemborzyce Podleśne), KWW "Porozumienie Gminne"

- PSL – 8 mandatów
- PIS – 2 mandaty
- KWW "Porozumienie Gminne" – 2 mandaty
- KWW "Przyjazna Gmina" – 2 mandaty
- KWW "Grzegorza Wertla" – 1 mandat

#### Frekwencja gminy w wyborach
- 2007 – Wybory parlamentarne – 55,97%
- 2010 – Wybory prezydenckie – 59,82%[21]
- 2010 – Wybory samorządowe – 49,71%[22]
- 2011 – Wybory parlamentarne – 53,60%[23]

### Wójtowie Gminy Konopnica
- Mirosław Żydek (od 2006 r.)
- Hieronim Gołofit (do 2006 r.)

## Sołectwa
Konopnica, Konopnica-Motycz, Kozubszczyzna, Lipniak, Marynin, Motycz, Motycz Leśny, Motycz-Józefin, Pawlin, Radawiec Duży, Radawiec Mały, Radawczyk Drugi, Sporniak, Stasin, Szerokie, Tereszyn, Uniszowice, Zemborzyce Dolne, Zemborzyce Podleśne, Zemborzyce Tereszyńskie, Zemborzyce Wojciechowskie.

## Miejscowości niesołeckie
Miejscowości niesołeckie:
Kopanina, Pietrzakowizna, Radawczyk, Wieniawka.

## Sąsiednie gminy
Bełżyce, Jastków, Lublin, Niedrzwica Duża, Wojciechów